# Reckless. Lebendige Schatten
Reckless. Lebendige Schatten ist ein Fantasyroman von Cornelia Funke und Lionel Wigram, der am 6. September 2012 erschien. Nach dem ersten Band Reckless. Steinernes Fleisch ist dieses Buch das zweite einer Buchreihe, die jeweils die Märchentradition eines anderen Landes aufgreifen will. In diesem Teil sind französische und englische Märchen Bestandteil der Geschichte.

## Handlung
Jacob Reckless ist es gelungen, seinen Bruder Will zu retten. Seine Verwandlung in den Jadegoyl wurde umgekehrt und er konnte mit seiner Freundin Clara unversehrt in die Welt vor dem Spiegel zurückkehren. Doch Jacob hat einen Feenfluch auf sich gelenkt, da er den Namen der Dunklen Fee aussprach: Die auf seine Brust eingebrannte Motte wird sich von ihm lösen, Buchstabe für Buchstabe, und zurück zu ihrer Herrin fliegen. Dann wird Jacob sterben. Ihm bleibt noch ein Jahr, und erste Rettungsversuche sind gescheitert.
Als letzte Alternative muss Jacob die Armbrust eines Hexenkönigs finden. Denn wird sie aus Liebe abgeschossen, bleibt das Leben des Getroffenen erhalten. Allerdings sucht auch der Goyl Nerron nach der Armbrust, die ein kriegsentscheidendes Kampfinstrument ist, denn wird sie auf einen Heerführer abgefeuert, stirbt dieser und zugleich sein gesamtes Heer. Wird sie vom Falschen gefunden, kann sie die Welt hinter dem Spiegel vernichten. Es geht also um mehr als nur Jacobs Leben.
Mit Jacob kämpft Fuchs, eine Gestaltwandlerin, die er als Junge vor einer Fuchsfalle gerettet hat. Beide fühlen sich voneinander angezogen und füreinander verantwortlich, doch auch Fuchs ist in Gefahr.
Um die Armbrust in ihren Besitz zu bringen, müssen sie den Kopf, eine Hand und das Herz des Leichnams finden, der in dem Grab des Hexenkönigs zur letzten Ruhe gebettet ist. Als Hinweis hierfür dient dem Goyl, der mit dem Sohn des krummen Königs, dessen Leibwächter, einem Wassermann, und dem Hoflehrer reisen muss, und Jacob und Fuchs nur ein in der Gruft eingraviertes Rätsel. Nachdem sich herausstellt, dass sich die Hand in Lothringen, der Kopf in Albion und das Herz in Austrien befindet, spitzt sich das Wettrennen zwischen Jacob und dem Goyl zu. Zuerst findet der Goyl die Hand in einer aus Knochen aufgebauten Kirche, während Jacob noch in Albion nach dem Kopf sucht. Doch dieser holt schnell auf und findet den Kopf. Sobald Fuchs und Jacob sich trennen (Fuchs will ihre Mutter besuchen), nimmt der Goyl, der sich durch einen Spruch zu Jacob zaubert, dem Helden den Kopf ab und lässt ihn in einer Dornenhecke mit einem Rudel Wölfe zurück.
Gerettet wird Jacob dann von dem Edelmann Troisclerq, der, wie sich später zeigt, ein Blaubart ist. Jacob reist nun mit dem Blaubart und Fuchs nach Austrien, um das Herz des Hexenkönigs zu finden. Als sie aus der Kutsche aussteigen, steckt der Blaubart Fuchs eine Blume an und geht mit ihr weg. Jacob sucht in der Zeit den Goldschmied der Kaiserfamilie auf, um ihn nach dem Hexerherz zu befragen. Dieser erzählt ihm, dass seine Enkelin eine Kette mit dem Herz trug, als sie verschwand. Auf die Frage, ob sie noch lebe, sagt der Goldschmied, dass er den Entführer, indem er der Nichte eine Blume an das Kleid steckte, als Blaubart enttarnte. Jacob erkennt daraufhin, dass er Fuchs mit einem Blaubart zurückgelassen hat. Jacob trifft auf seinen alten Freund Donnersmarck, der Jacob zum Haus des Blaubarts begleitet. Als die beiden dort ankommen, wird Donnersmarck von einem Diener, einem Werhirsch, schwer verletzt. Nachdem Jacob den Blaubart getötet hat und Fuchs befreit hat, suchen sie eine Hexe auf, die Jacobs Freund heilt.
Nerron ist Jacob auf der Spur und findet ihn beim Haus der Hexe. Jacob schickt Fuchs mit dem Herz zu einem Zwergenfreund, wird aber in der Scheune der Hexe von dem Goyl, dem Prinz, dem Wassermann und dem Hoflehrer festgenommen. Die vier transportieren ihn zu einem Treffpunkt, wo sie mit dem Zwerg verhandeln sollen. Jedoch werden sie von zwei Rieslingen überrascht, die dafür sorgen, dass Jacob und Fuchs mit allen Körperteilen des Hexers fliehen können. Jacob setzt die fehlenden Teile ein und das Schloss des Hexenschlächters erscheint, in dem die Armbrust versteckt ist.
Jacob und Fuchs trennen sich im Innern und Jacob trifft auf den Goyl und findet die Armbrust. Als sie danach greifen, wird ein Zauber aktiviert, der den König mit den Jahren der beiden wieder erwecken soll. Jedoch erschießt Fuchs den König und dieser zerfällt zu Staub. Die beiden sind frei, doch Nerron hat noch die Armbrust, welche sich als Erlelfenwaffe entpuppt. Er schießt auf Jacob, doch der wird durch den Zauber der Waffe vom Feenfluch befreit. Fuchs nimmt dem Goyl die Armbrust ab und flieht mit Jacob durch einen Spiegel des Königs (der aus der anderen Welt stammte) nach Polen, wo sie das Gegenstück dieser Welt zerstören.

## Ausgaben
- Cornelia Funke: Reckless. Lebendige Schatten, Gebundene Ausgabe, Cecilie Dressler Verlag, Hamburg 2012, ISBN 978-3791504896
- Cornelia Funke: Reckless. Lebendige Schatten, Hörbuch (Ungekürzte Lesung mit Musik), Oetinger Audio, Hamburg 2012, ISBN 978-3837306385